# Bataille de Formigny
Guerre de Cent Ans
Batailles
La bataille de Formigny est une bataille de la guerre de Cent Ans qui opposa les Français et leurs alliés Bretons aux Anglais le 15 avril 1450 à proximité de Formigny en Normandie.
Elle se solde par une victoire décisive du royaume de France.
Alors qu'ils font face à une armée anglaise deux fois supérieure en nombre, les Français sont sauvés in extremis par l'arrivée de la chevalerie bretonne du connétable de Richemont qui renverse la situation.
La bataille de Formigny met un terme aux ambitions de la couronne d'Angleterre sur la Normandie. Elle met également fin à la guerre de Cent Ans dans le nord de la France.
Trois ans plus tard, les Français remportent une nouvelle victoire à la bataille de Castillon qui met fin à la guerre dans le sud de la France. 

## Contexte historique

### La France en meilleure position
En ce début d'année 1450, la situation est critique pour les possessions continentales anglaises. 
Longtemps indécis, le roi de France Charles VII a décidé d'asseoir son autorité et d'accélérer la reconquête des territoires détenus par les Anglais. Dans un premier temps, il se rapproche de la Bourgogne avec laquelle il entame des négociations de paix. Le 21 septembre 1435, le traité d'Arras met fin à la guerre entre la France et la Bourgogne. Le duc de Bourgogne Philippe le Bon reconnaît Charles VII comme le roi de France légitime. En échange, Charles VII cède à Philippe le Bon les comtés de Mâcon et d'Auxerre, ainsi que plusieurs villes de la Somme (Amiens, Abbeville, Saint-Quentin). Le tribut à payer est lourd pour Charles VII, mais il a désormais les mains libres pour affronter les Anglais.
Le 12 novembre 1437, Charles VII fait son entrée dans Paris. En 1444, une trêve est conclue entre les deux camps, mais celle-ci est de courte durée. 
Le 23 mars 1449, un aventurier à la solde des Anglais, Surienne dit l'Aragonais, s'empare de la ville bretonne de Fougères pour le compte du duc de Somerset, lieutenant du roi d'Angleterre en Normandie. Même si Arthur III de Bretagne, le frère du duc de Bretagne, est connétable de France, depuis plusieurs années, cette action fait basculer officiellement la Bretagne dans le camp français. Une alliance est signée entre le duc de Bretagne François Ier et le roi de France Charles VII qui lance une campagne en Normandie afin de libérer définitivement la province. 
Les Anglais sont battus à Rouen le 29 octobre 1449 et doivent battre en retraite vers le Cotentin. Le 12 octobre, seules les places d'Avranches, de Bayeux, de Bricquebec, de Caen, de Cherbourg et de Saint-Sauveur-le-Vicomte sont encore tenues par les Anglais. Lorsque la campagne de 1449 s'achève, les Anglais ont perdu plusieurs villes importantes dans le Cotentin (Coutances, Carentan, Saint-Lô, Valognes) et ont été vaincus à plusieurs reprises en Normandie par l'armée française commandée par Dunois. À moins de recevoir des renforts, la totalité de la Normandie est sur le point d'être reprise par les Français. Mais, avec l'hiver, les Bretons quittent les rangs, promettant de revenir en Normandie dès le mois de janvier suivant. 

### Réaction anglaise
Profitant de cette accalmie, le duc de Suffolk parvient à financer l'envoi de 3 500 hommes environ sous les ordres de sir Thomas Kyriell. Cette armée débarque à Cherbourg le 15 mars 1450. Son premier objectif est de rejoindre les 2 000 hommes de la garnison anglaise de Caen. 
Sur son trajet se trouve Valognes, tenue par le parti français. Le 20 mars, les Anglais commencent le siège de la ville. Tenue par un capitaine appelé Abel Rouault, la ville capitula le 9 ou 10 avril faute de secours.
Alerté, le roi de France met en hâte sur pied une armée de 3 000 hommes commandée par Jean II de Bourbon, comte de Clermont. Elle doit être rejointe par une seconde armée sous les ordres du connétable de Richemont. L'armée du comte de Clermont se regroupe à Carentan le 12 avril. Elle apprend la reddition de Valognes survenue deux jours auparavant. De son côté, le comte de Richemont qui lève l'armée bretonne n'est averti que vers le 25 mars. Lui et son frère lèvent une armée de 4 000 hommes. Cependant, le 8 avril, parvenu à Dol-de-Bretagne, le duc décide de rester en Bretagne en retenant la moitié de l'armée bretonne. Le 10 avril, c'est donc avec une armée bretonne réduite à 2 000 hommes que Richemont s'engage en Normandie.

Manœuvres anglaises, bretonnes et françaises conduisant à la bataille de Formigny, le 15 avril 1450.

Le 13 avril, Richemont arrive à Coutances où il reçoit un message du comte de Clermont qui l'informe de la situation. Interprétant mal le mouvement de l'armée anglaise, il croit à tort qu'elle se dirige vers Saint-Lô. Comme le note Guillaume Gruel, l'écuyer d'Arthur de Richemont, il semble en fait que le connétable ait été induit en erreur par les messages qu'il reçoit : 

« Monseigneur de Clermont, Monsieur de Kastres, de l'amiral de Coitivi, et du grant Seneschal [..] lui escripvoient que les Angloys avoient prins Valoignes, et que encore estoient au dit lieu, et qu'il leur sembloit qui devoit tirer à Saint-Lo.[...]; et il tira à Saint Lo. »

En fait, le commandant anglais Thomas Kyriell a choisi de ne pas passer par Saint-Lô, préférant trouver un gué dans les marécages de la baie du Grand Vey. 
Il est rejoint à Sainte-Marie-du-Mon par 1 800 hommes provenant de différentes garnisons anglaises, commandés par Matthew Gough, le capitaine de Bayeux, qui était venu à sa rencontre et connaissait bien la région. 
Dans l'après-midi du 14, Kyriell parvient au village de Formigny et s'y fortifie pour permettre l'établissement d'une étape.
Le 14 avril, le comte de Clermont apprend le passage des Anglais mais ne réagit pas. Préférant temporiser, il envoie dans la soirée un messager à Richemont qui est averti seulement le matin du 15.

## Déroulement
Le matin du 15 avril 1450, l'armée de Clermont, rassemblée à Isigny, reprend la route de Bayeux et se lance à la poursuite des Anglais. Ces derniers les attendent non loin du village de Formigny.
Le commandant anglais Kyriell est confiant dans la supériorité de son armée. En effet celle-ci est presque deux fois supérieure en nombre. Le moment est donc propice pour livrer bataille.
Fidèle à la stratégie anglaise, Kyriell fait mettre ses troupes en rang, met les archers devant, protégés par des pieux, et attend. Tous les cavaliers descendent de cheval. Seuls restent montés ceux qui font partie de la réserve, au sud, sur le flanc gauche. 
Afin de renforcer le flanc droit, au nord, Kyriell fait installer un petit réduit fortifié, le « Taudis », en avant de sa position. Kyriell commande personnellement le flanc droit, tandis que Matthew Gough, dit « Matago », capitaine de Bayeux, commande le flanc gauche, qui contrôle la route menant à Bayeux.
Le plan de Thomas Kyriell est simple : se retrancher et laisser venir les cavaliers français pour les écraser sous une volée de flèches. Il espère ainsi rééditer le scénario de Crécy et d'Azincourt, mais cette fois les Français ne vont pas tomber dans le piège.

### L'artillerie française ouvre le feu
Le comte de Clermont maintient son armée hors de portée des flèches anglaises et ne fait avancer que 60 lances et ses deux couleuvrines sous le commandement de Louis Giribaut, qui commence à faire des ravages parmi les archers, à raison d'un coup toutes les huit minutes. Le but est de s'emparer d'un pont et d'un gué voisin pour contrôler une rivière séparant les deux corps de l'armée anglaise. Cependant cette tentative est faite avant l'arrivée de l'armée bretonne commandée par le connétable de Richemont qui est encore à quelques lieues de là.
Matthieu Goth ne tarde pas à contre-attaquer. Les hallebardiers anglais chargent et s'emparent de l'artillerie française. Pierre de Brézé intervient à son tour et parvient à récupérer les deux couleuvrines. Il contre-attaque avec ses gens d'armes des compagnies d'ordonnance et ramène les archers qui lâchaient pied. Toute l'armée française se trouve bientôt au combat mais en difficulté.
Au même moment, Arthur de Richemont, qui se trouve à quelques lieues de là, est prévenu par des paysans du début du combat. Il fait accélérer ses troupes. Côté anglais, seul le corps de Goth est au combat, Kyriell gardant le second corps en réserve. À ce stade, les Anglais semblent avoir pris l'avantage en ayant neutralisé l'artillerie française et en submergeant les premières positions du comte de Clermont, mais contre toute attente, Kyriell ne lance pas d'attaque générale qui aurait pu écraser l'armée française, inférieure en nombre.

### Arrivée du connétable de Richemont
Le combat dure depuis près de 3 heures. Il est alors environ midi. C'est à moment qu'apparaissent 2 000 hommes sur une colline au sud. Cela donne d'abord lieu à un cri de joie des Anglais qui croient à un renfort de la garnison caennaise sous la direction d'Edmond de Somerset.

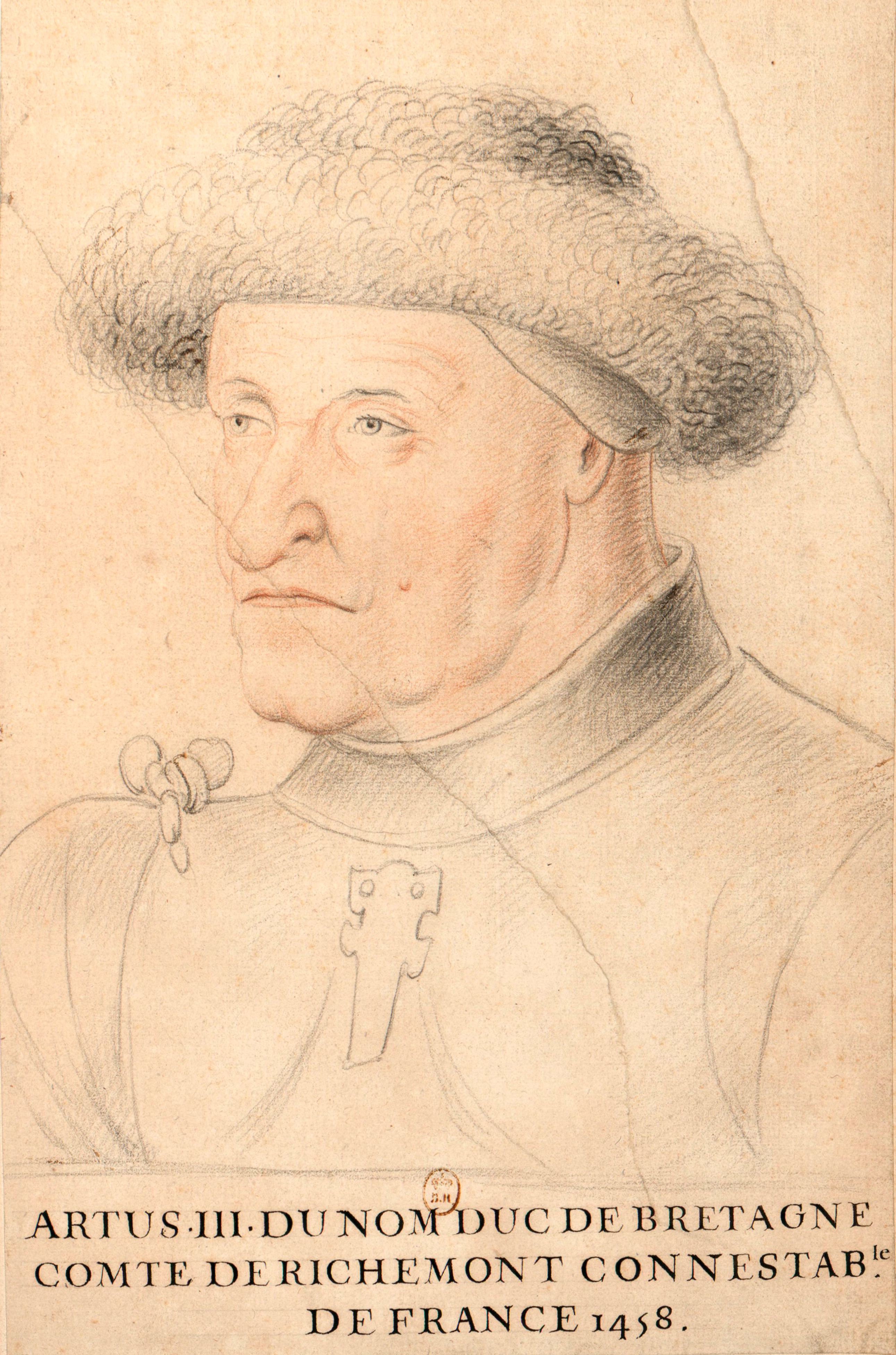
Arthur de Richemont, connétable de France (1458). Dessin aquarellé, Paris, BnF, collection Gaignières.

Cependant, lorsqu'apparaissent les bannières bretonnes, les Anglais déchantent brusquement : il s'agit de l'armée bretonne du connétable de Richemont avec sa cavalerie qui dévale la colline en chargeant la réserve de cavalerie des Anglais. 

Cette arrivée provoque un soulagement dans l'armée française comme le note, quatre jours plus tard, l'amiral de Coëtivy : 

« Je crois que Dieu nous amena monsieur le connétable, car s'il ne fust venu à l'heure et par la manière qu'il y vint, je doubte que entre nous [...] n'en fusions jamais sortis sans dommage irréparable, car ils estoient de la moitié plus que nous n'estions. »

Désemparés, les Anglais se replient vers leurs retranchements mais l'avant-garde bretonne emmenée par Tugdual de Kermoysan les assaille violemment. Beaucoup sont tués ou blessés lors du repli. Pendant ce temps, le connétable de Richemont fait sa jonction avec le comte de Clermont et déclenche un assaut général. 
Pierre de Brezé culbute les Anglais hors de leur bastion, le « Taudis », tandis que la ligne anglaise est enfoncée et disloquée, forçant les fuyards à se replier dans le village de Formigny. L'armée bretonne vient de porter le coup de grâce à l'armée anglaise. Profitant du désordre qui règne chez les Anglais, les Français les pourchassent dans les jardins du village. Les archers gallois, craignant de se voir amputés de leur index, se battirent jusqu'à la mort.
Si l'armée régulière française laisse la vie sauve aux Anglais qui se rendent, les paysans, eux, se montrent sans pitié. Certains chroniqueurs parlent ainsi de 500 archers gallois, acculés, demandant à se rendre, et massacrés jusqu'au dernier, malgré tout, par des paysans normands. Thomas Kyriell et ses principaux chefs sont faits prisonniers. Seul Mathieu Goth parvient à s'enfuir vers Bayeux avec quelques cavaliers.
La bataille est souvent citée comme celle où l'utilisation du canon eut pour la première fois un effet décisif. Il est plutôt difficile de juger en ce sens. Il semble que ce soit plutôt l'arrivée de l'armée bretonne d'Arthur de Richemont, avec sa puissante charge de cavalerie sur l'arrière de l'armée anglaise qui fit basculer le sort de la bataille et précipita la défaite anglaise.

## Bilan et conséquences

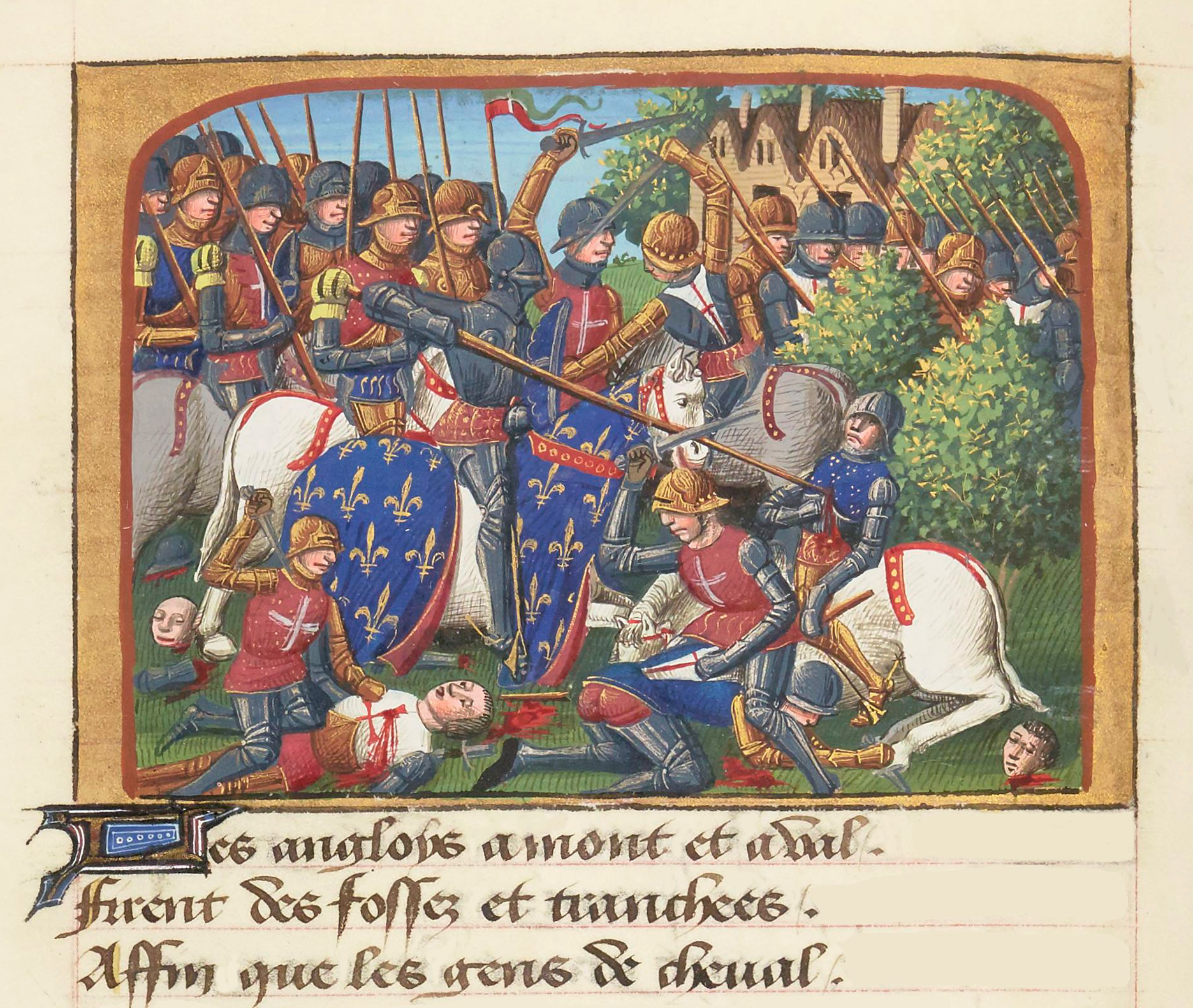
La bataille de Formigny. Miniature issue du manuscrit de Martial d'Auvergne, Les Vigiles de Charles VII, vers 1484, BNF.

D'après l'historien Léopold Delisle, les pertes anglaises s'élèveraient à 3 774 morts ainsi que 1 200 à 1 400 prisonniers dont Thomas Kyriell et Henry Norbery, un homme de haut rang. Les Anglais furent inhumés dans un champ qui garda le nom de Tombeau aux Anglais.
Du côté français, Jean Chartier, l'historiographe officiel du règne de Charles VII, prétend que seuls huit Français furent tués, ce qui semble peu vraisemblable en raison de la violence du combat et des pertes subies par les Anglais. Le chroniqueur Jacques du Clercq estime, lui, à six ou huit cents hommes les pertes françaises, ce qui semble plus plausible.
À la suite de cette bataille, le comte de Clermont et le connétable de Richemont s’emparent de Vire le 23 avril, d'Avranches le 12 mai, de Bayeux le 16 mai, puis de Caen le 25 juin. 
À l'été 1450, la totalité de la Normandie est rapidement récupérée par le royaume de France. La prise de Cherbourg le 12 août marque la fin de la présence anglaise en Normandie . C'est la fin de la guerre de Cent Ans dans le Nord de la France.
Pour ses faits d'armes, Arthur de Richemont recevra du roi la seigneurie de Vire.

## Fin de la guerre de Cent Ans
Trois ans plus tard, l'armée française remporte une nouvelle victoire décisive à la bataille de Castillon, qui met fin à la présence anglaise dans le sud de la France. 
En 1475, le roi d'Angleterre Édouard IV espère encore pouvoir reconquérir les territoires perdus en débarquant avec son armée à Calais, mais abandonné par son allié Charles le Téméraire parti guerroyer sur le Rhin, il préfère négocier avec le nouveau roi de France Louis XI. Une entrevue est organisée entre les deux rois qui débouche sur le traité de Picquigny qui met fin définitivement à la guerre de Cent Ans. Par ce traité, Édouard IV reconnaît Louis XI comme seul roi légitime de France, et reçoit en échange une pension annuelle de 50 000 écus et une indemnité de 75 000 écus. Des fiançailles sont par ailleurs prononcées entre le dauphin Charles et la fille aînée d'Édouard. 
La guerre de Cent Ans est terminée. Les Anglais rembarquent définitivement. Ils n'ont plus en France que Calais qu'ils conserveront jusqu'en 1558.

## Postérité et commémoration
- Un monument commémoratif de la bataille de Formigny, en forme de borne, a été érigé en 1835 au bord de la RD 613, sur la commune d'Aignerville, à proximité des lieux de la bataille.
- Le monument commémoratif de la bataille de Formigny réalisé par Arthur Le Duc est inauguré le 1er juin 1903 à l'intersection de la RD 613 et de la RD 517, à proximité des lieux de la bataille.
- Le tableau Bataille de Formigny, peint par Prosper Lafaye en 1837, exposé dans la galerie des Batailles, au château de Versailles.
- Le tableau Bataille de Formigny, peint par Rémy-Eugène Julien, exposé au musée d'Art et d'Histoire Baron-Gérard à Bayeux.

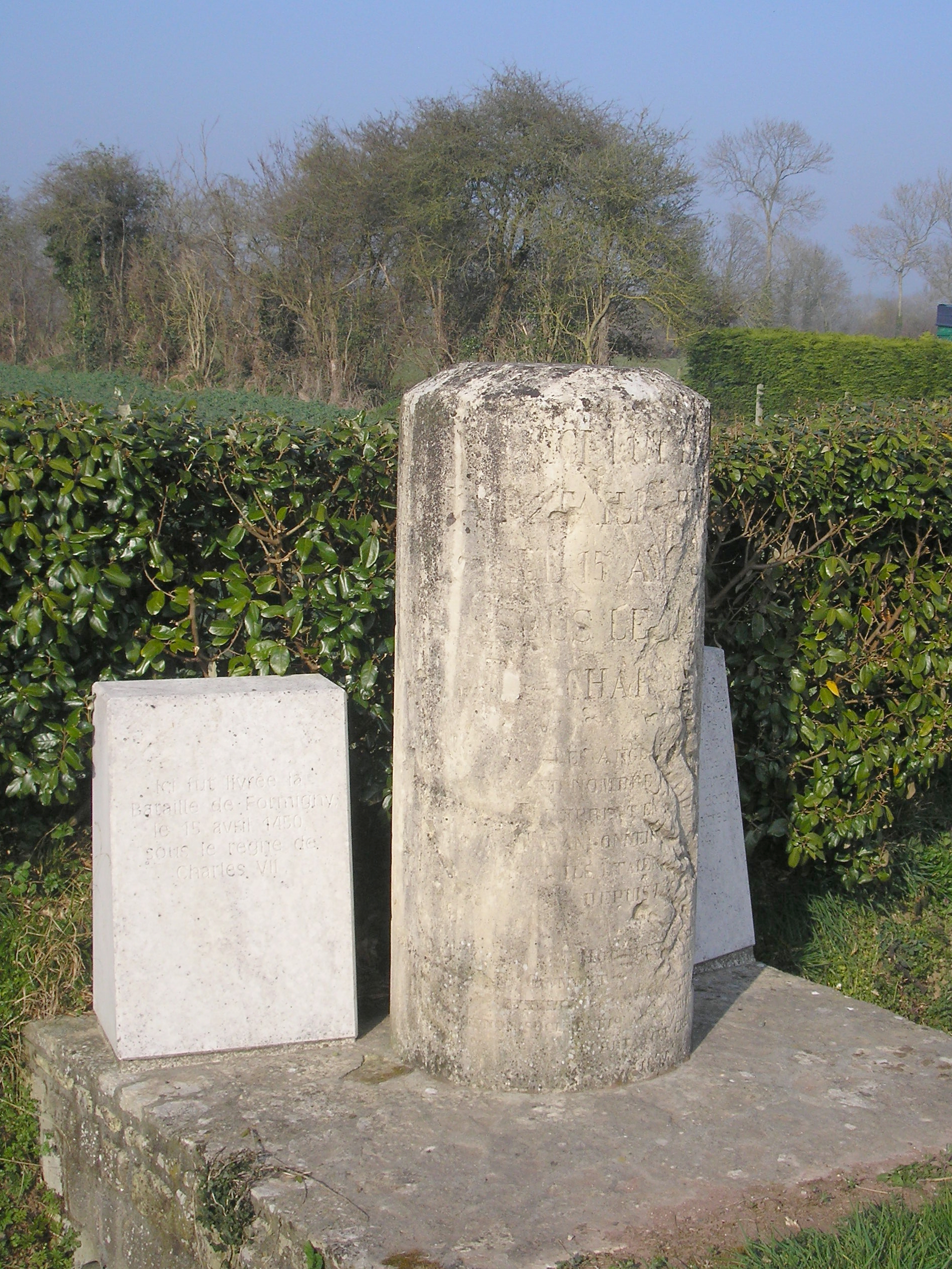
Borne commémorative de la bataille de Formigny à Aignerville.
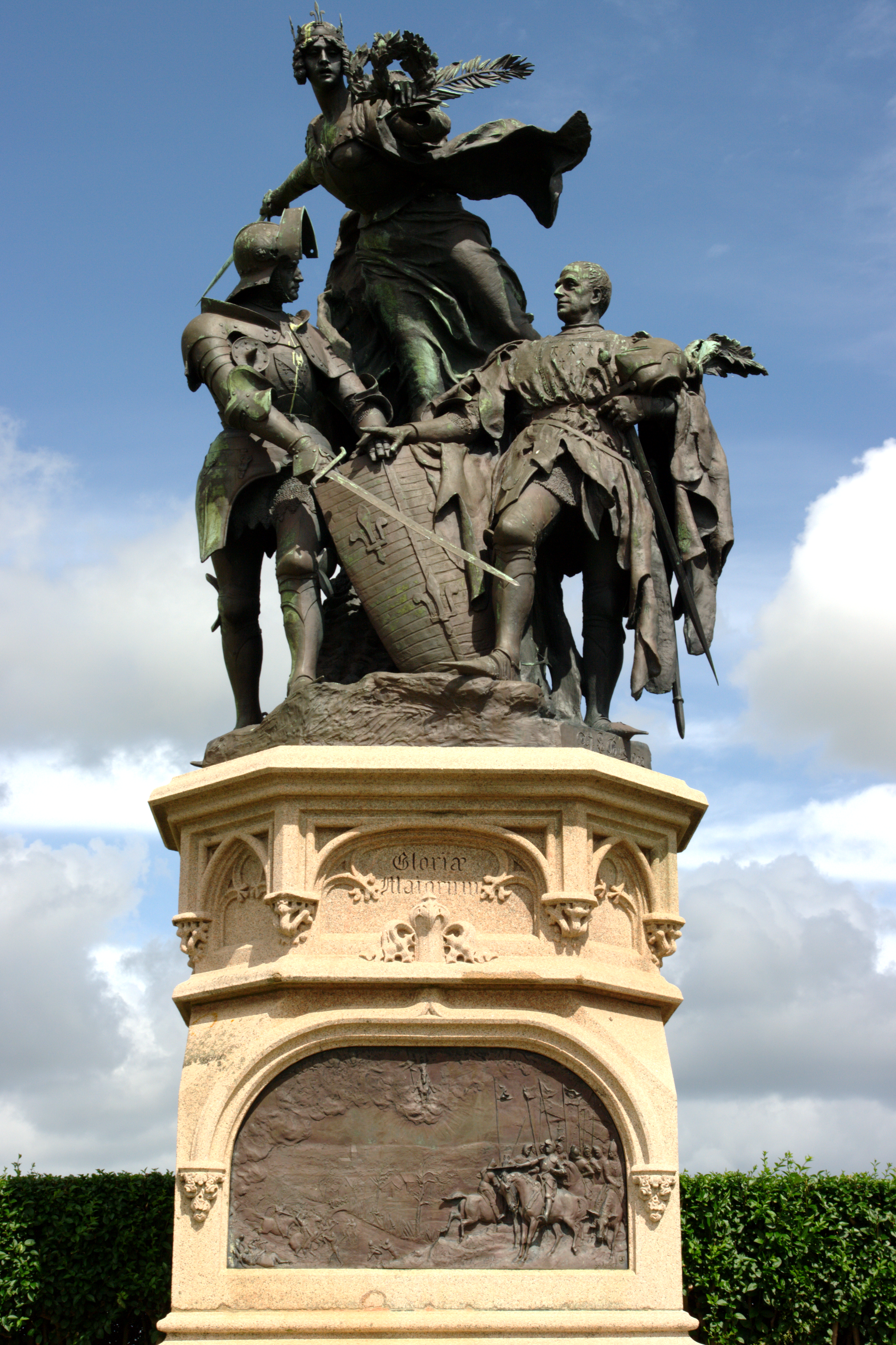
Monument commémoratif de la bataille de Formigny à Formigny.

## Jeux de simulations historiques
- Poitiers 1356 et Formigny 1450, de Frédéric Bey, série au Fil de l'Épée, Vae Victis no 26, 1999.